# Ла-Пас (Гондурас)
Ла-Пас (исп. La Paz) — город и муниципалитет на западе центральной части Гондураса, административный центр департамента Ла-Пас.

## История
Населённый пункт был основан в 1750 году. 14 сентября 1848 года получил статус малого города (Villa) и современное название. 23 февраля 1861 года получил статус города (Ciudad) и стал центром одноимённого округа. После создания в 1869 году департамента Ла-Пас, город становится его административный центром.

## Географическое положение
Расположен к северо-западу от столицы страны, города Тегусигальпа. Абсолютная высота — 687 метров над уровнем моря. Площадь муниципалитета составляет 207,5 км².

## Население
По данным на 2013 год численность населения составляет 24 941 человек.
Динамика численности населения города по годам:
| 1988   | 2001   | 2013   |
| ------ | ------ | ------ |
| 11 000 | 15 889 | 24 941 |